# Peperomia mameiana
Peperomia mameiana là một loài thực vật có hoa trong họ Hồ tiêu. Loài này được C. DC. ex A. Schroed. miêu tả khoa học đầu tiên năm 1923.